# Abingdon Boys School
Abingdon Boys School (estilizado abingdon boys school) es una banda japonesa de rock alternativo liderada por Takanori Nishikawa. Formada en 2005, la banda comparte nombre con el colegio privado Abingdon School, en Abingdon-on-Thames, Oxfordshire, un colegio exclusivamente masculino donde nació la banda de rock Radiohead.

## Historia

### Formación e influencias
Abingdon Boys School se formó en 2005, cuando Takanori Nishikawa, conocido por su música pop como T.M.Revolution, decidió volver a sus raíces rock del grupo Luis-Mary junto al guitarrista Sunao. Contactaron con Hiroshi Shibasaki (antiguo miembro de Wands) y siguieron debatiendo el tema de formar una banda hasta que les llegó la oferta de grabar una canción para el manga Nana. Los tres le presentaron una maqueta al productor Toshiyuki Kishi, quien se convirtió en el cuarto miembro de la banda.
La elección del nombre se dio por una combinación de la pasión de Nishikawa por el ABS de los coches y por la semejanza de las iniciales del grupo con la pronunciación japonesa de estas con la del distrito de Ebisu en Tokio, donde la banda ensayaba. Al buscar un retroacrónimo en Internet, Nishikawa descubrió Abingdon School y su conexión con Radiohead, cuyos miembros pertenecían a la misma generación. Los miembros de A.B.S. también eran de la misma generación y también se apasionaron por la música cuando estaban en la escuela, así que pensaron que "sería genial si pudiéramos volver a sentir lo mismo".
La intención de Abingdon Boys School era devolver elementos de estructuras de la canción a la música pop y rock, tales como «introducciones, expresión vocal, solos de guitarra y secciones instrumentales». El estilo de la banda es reminiscente de bandas de glam metal como Van Halen en los 80 y de algunos aspectos de las bandas de rock más atrevidas de los 90 como Jane's Addiction.

### Trayectoria
Abingdon Boys School lanzó en 2005 su primera canción, «Stay Away», una canción en inglés escrita por Nishikawa y compuesta por Shibasaki para el álbum tributo para el manga y anime shōjo Nana, llamado Love for Nana ~Only 1 Tribute~. La banda también grabó una versión de la canción Dress (ドレス Doresu?) de la banda Buck-Tick que apareció en el álbum tributo Parade -Respective Tracks of Buck-Tick-. Su primer concierto en directo tuvo lugar el 24 de noviembre de 2005, junto a Uverworld y Tsubakiya Quartet, un evento presentado por la revista musical CD Data.
La banda anunció el 3 de septiembre de 2006 que debutarían oficialmente con Epic Records, de Sony Music Japan, que era también la discográfica del proyecto en solitario de Nishikawa, T.M.Revolution. La banda actuó en el concierto japonés asociado al Live Earth el 7 de julio de 2007, y publicaron su primer álbum, con el mismo nombre de la banda como título, el 17 de octubre de 2007. Su primer álbum alcanzó el número 2 en la lista de Oricon. El 16 de julio de 2008 Abingdon Boys School publicó un DVD que recogía su actuación en directo de un concierto de febrero de 2008.
Abingdon Boys School se embarcó en una gira por Europa en noviembre de 2009, tras haber cerrado un acuerdo con la discográfica alemana Gan-Shin, que permitió su presentación en Europa. El grupo actuó en Helsinki, Estocolmo, Hamburgo, Berlín, Múnich, París, Londres y Moscú. Su actuación en Londres tuvo lugar en Camden Underworld, un local famoso en Japón por tratarse del sitio donde Sadistic Mika Band actuó en 1975 y donde se convirtió en la primera banda japonesa en salir de gira por Europa.
En Helsinki recibieron la visita no anunciada de Andy McCoy, de la banda de glam metal de los 80 Hanoi Rocks, uno de los ídolos del grupo.
Durante esa época la banda lanzó en Japón una recopilación de caras B titulada Teaching Materials. Poco después anunciaron un segundo disco de estudio para el 27 de enero de 2010, titulado Abingdon Road. Además de 6 nuevas canciones, el álbum también incluía sencillos lanzados desde el primer disco completo de la banda y una versión de Sweetest Coma Again, que apareció originalmente en Luna Sea Memorial Cover Album -Re:birth-. También publicaron el 12 de noviembre de 2010 un libro que contenía partituras de sus canciones.
Abingdon Boys School lanzó «We Are» internacionalmente el 7 de agosto de 2012, su primer sencillo en dos años y medio. El tema apareció como parte de la banda sonora del juego para PlayStation 3 Sengoku Basara HD Collection, publicado el 5 de septiembre de 2012.

## Presencia en otros medios
Todos los sencillos de la banda han formado parte de la banda sonora de animes y videojuegos, quizá debido al interés personal de Nishikawa que le ha llevado a participar como actor de voz en algunas series de anime. "Innocent Sorrow" fue el opening del anime D.Gray-man, "Howling" y "From Dusk Till Dawn" en Darker than black y su secuela Darker than Black: Ryūsei no Gemini, "Nephilim" apareció en el juego para Playstation 3 Folklore, "Blade Chord" y "Jap" lo hicieron en la serie Sengoku Basara, "Strength" fue uno de los endings del anime Soul Eater y "Kimi no Uta" fue el opening del anime Tokyo Magnitude 8.0. "Fre@k $HoW", la cara B de su sencillo «Innocent Sorrow», también se incluyó en el disco recopilatorio de la película Death Note: The Last Name. Una versión ligeramente modificada de la cara B del sencillo «Jap», apodada «Valkyrie -Lioleia Mix-», estaba en el disco tributo a la saga de videojuegos Monster Hunter llamado Monster Hunter 5th Anniversary.

## Componentes
- Takanori "T.M.Revolution" Nishikawa (西川貴教 Nishikawa Takanori?) – cantante
- Sunao – guitarra
- Hiroshi Shibasaki (柴崎 浩 Shibasaki Hiroshi?) – guitarra
- Toshiyuki Kishi (岸 利至 Kishi Toshiyuki?) - teclados, DJ, programador

### De apoyo
- Ikuo - bajo
- Koji Hasegawa (長谷川 浩二 Hasegawa Kōji?) – batería

## Discografía
Discos de estudio
- Abingdon Boys School (2007)
- Abingdon Road (2010)